# Campanula akhdarensis
Campanula akhdarensis là loài thực vật có hoa trong họ Hoa chuông. Loài này được A.G.Mill. & Whitc. mô tả khoa học đầu tiên năm 1983.